# Robert de Brus (6e heer van Annandale)
Robert de Brus, 6e heer van Annandale en graaf van Carrick (juli 1243 - april 1304) was een belangrijk persoon tijdens de Schotse Onafhankelijkheidsoorlog en had landerijen aan zowel Schotse als Engelse zijde. Hij was de zoon van Robert de Brus (5e heer van Annandale) en Isobel de Calre, dochter van de baron van Gloucester en Hertford.

## Huwelijk en kinderen
Roberts eerste vrouw was Marjorie van Carrick, erfgename van Nail en Carrick, ze huwden in het jaar 1271 en kregen twaalf kinderen;
- Isabel, huwde koning Erik II van Noorwegen.
- Christina (ca. 1273 - 1356/1357), huwde achtereenvolgens met Christopher Seton, met Gartnait, baron van Mar, en met Andrew Moray.
- Robert (11 juli 1274 - 7 juni 1329), huwde met Isabella van Mar en later met Elizabeth de Burgh
- Neil (ca. 1280 – september 1306), gevangengenomen bij Kildrummie, opgehangen en onthoofd bij Berwick-upon-Tweed in september 1306.
- Edward (? - 5 oktober 1318), gekroond tot hoge koning van Ierland op 2 mei 1316; vermoord tijdens een veldslag.
- Mary, huwde met Neil Campbell, en later met Alexander Fraser of Touchfraser en Cowie.
- Margaret
- Thomas (? - 9 februari 1307), gevangengenomen in Galloway, geëxecuteerd te Carlisle, Cumberland.
- Alexander (? - 9 februari 1307), geëxecuteerd te Carlisle, Cumberland.
- Christina, huwde met Gartnait, baron van Mar, moeder van Domhnall II, baron van Mar .
- Elizabeth
- Matilda (? - na september 1323), huwde in 1308 met Hugh, baron van Ross.

## In fictie
In de film Braveheart uit 1995 wordt Robert de Brus vertolkt door de Schotse acteur Ian Bannen, die Robert neerzet als oude man, lijdend aan lepra, die zijn zoon op de Schotse troon wil krijgen, maar ook de banden met Engeland wil behouden.